# Один цент (Гонконг)
Один гонконгский цент (1¢) — разменная единица гонконгского доллара, равная его сотой части. Введена в 1863 году, была самым маленьким номиналом с 1866 по 1941 год. Монеты чеканились нерегулярно. До 1931 года было два вида центов, большие и малые.

## История выпуска
Первоначально монеты были 17 мм в диаметре, толщиной 1,8 мм и весом 7,53 грамма. На аверсе изображался правящий британский монарх, сначала королева Виктория, а затем Эдуард VII и Георг V.
Малый цент появился в начале 1932 года, состоял из бронзы. Его запустил Георг V. В 1941 году на монете появился Георг VI.
Надписи на лицевой стороне были на английском языке, на обороте на латыни.

## Галерея
- Малый Гонконгский цент.